# Planta suculenta

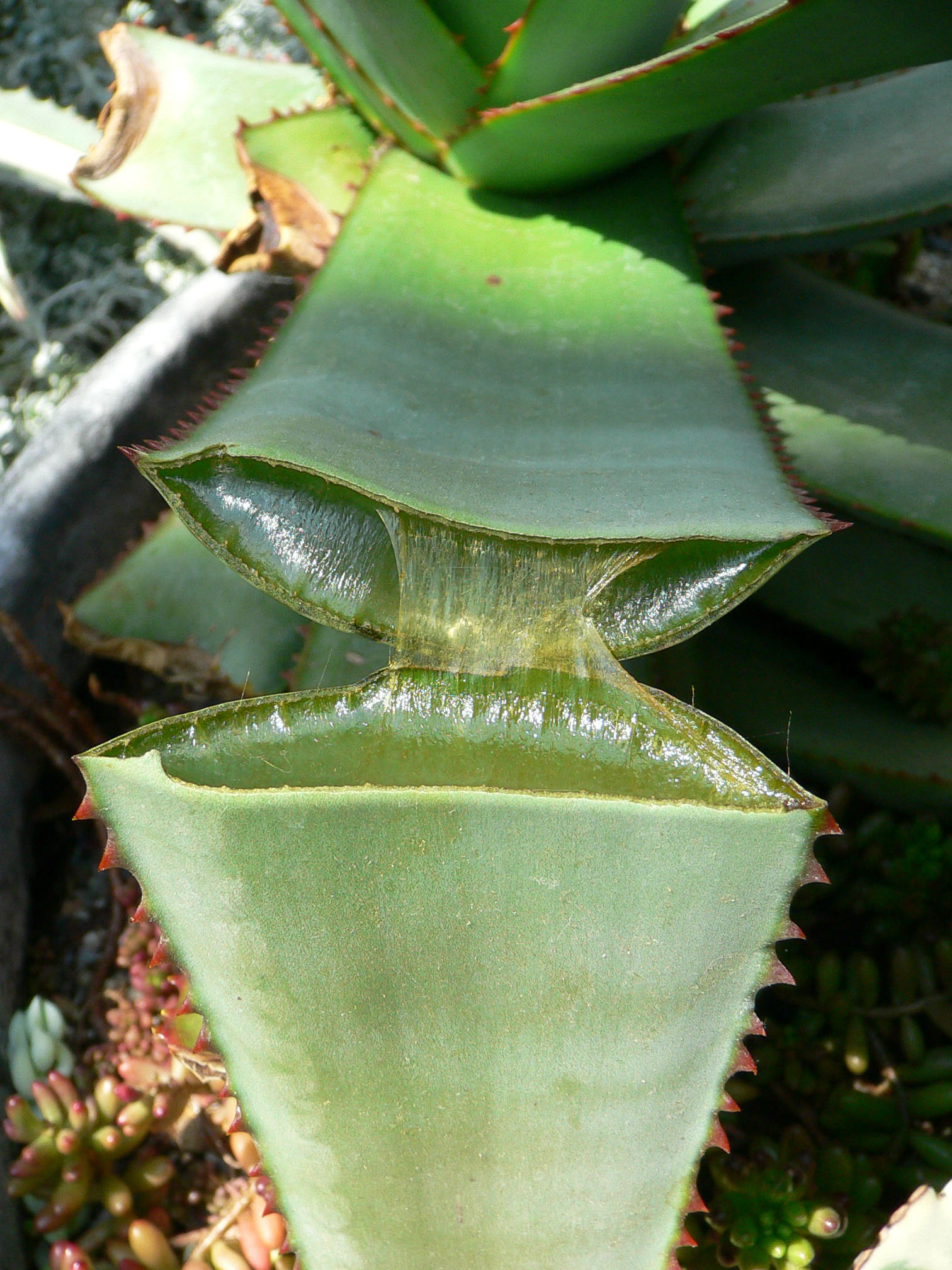
Secção de uma folha de Aloe vera, mostrando o interior carregado de líquido. A propagação vegetativa ocorre pela simples queda da folha na superfície do solo. A água contida na folha é suficiente para hidratar as raízes e permitir a formação da muda até a maturidade do crescimento.

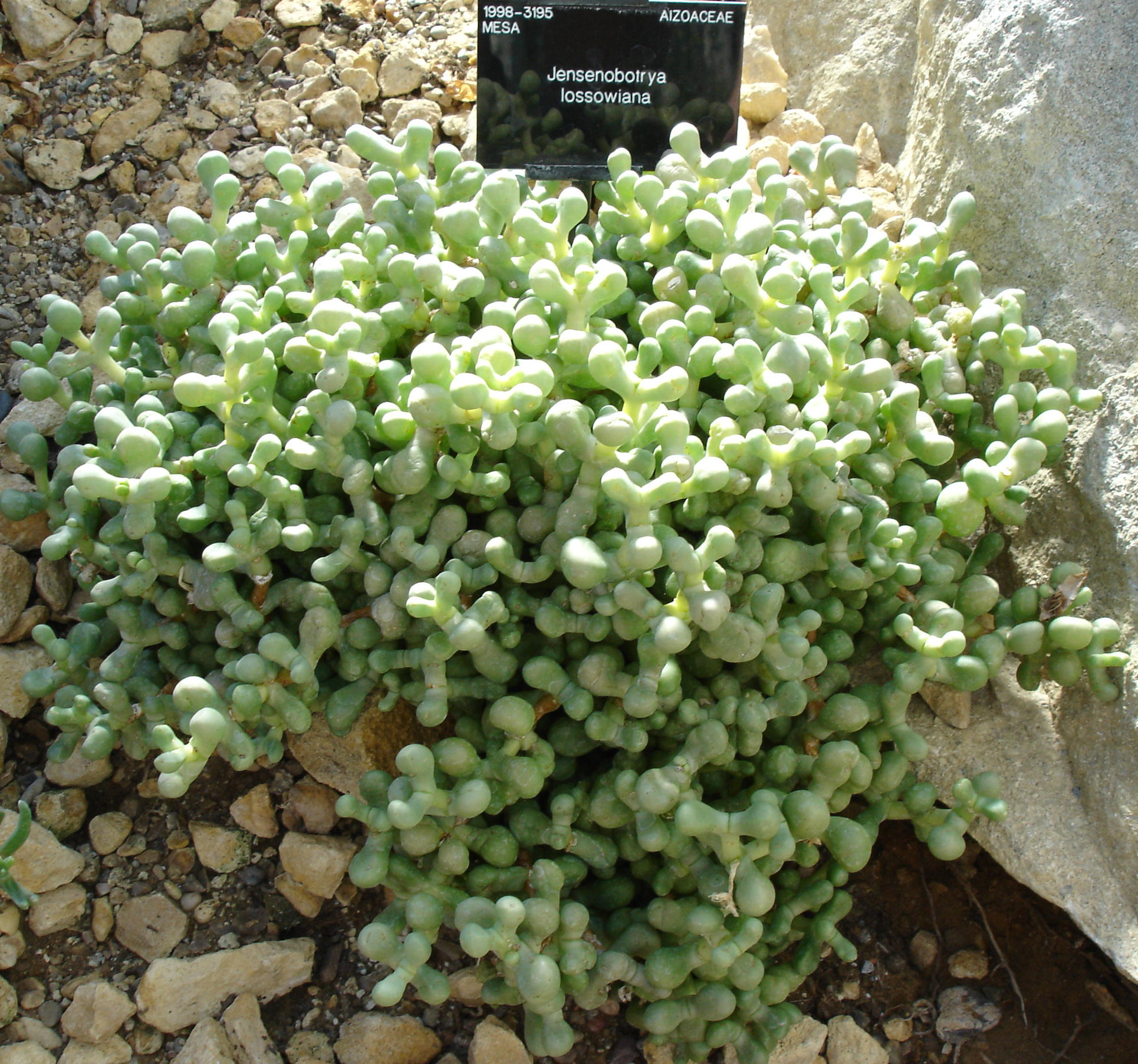
Jensenobotrya lossowiana.

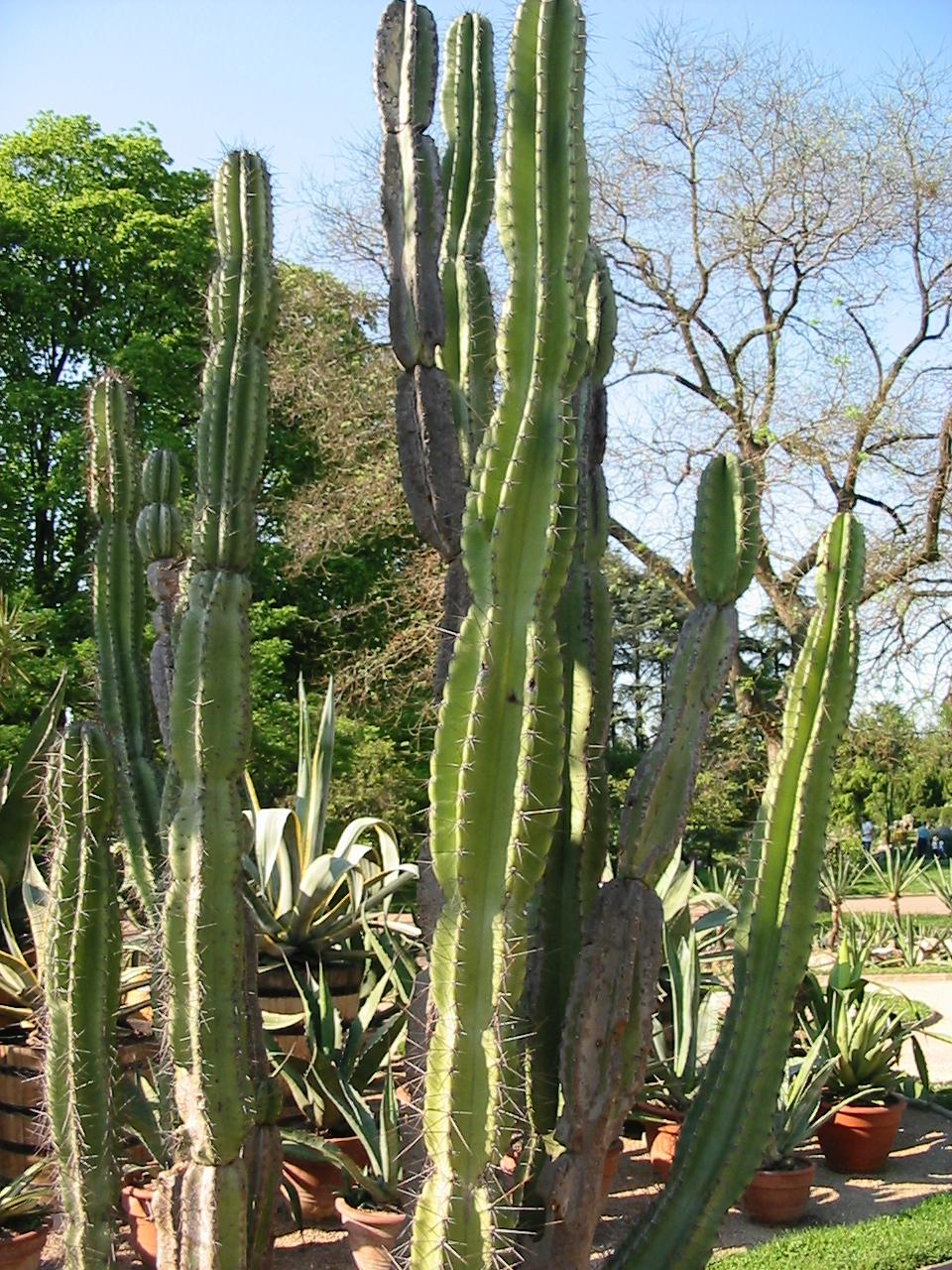
Cacto, líquido armazenado no talo

As plantas suculentas são aquelas que possuem raiz, o talo ou as folhas engrossados para permitir o armazenamento de água em quantidades muito maiores que nas plantas normais. Esta adaptação lhes permite manter reservas do líquido durante períodos prolongados, e sobreviver em ambientes áridos e secos que para as outras plantas seriam inabitáveis.

## Descrição e Características
O exemplo mais típico de suculência é a dos cactos, cujos talos apresentam uma grossa capa de tecido parenquimatoso. Além dos cactos outras diversas famílias vegetais apresentam os mesmos fenômenos.
A adaptação das suculentas lhes permite colonizar ambientes pouco habitados, que recebem pouca competição por parte de outras espécies e, nos quais os herbívoros são escassos. Para possibilitar a captação da escassa umidade presente no ambiente, muitas suculentas são pubescentes, ou seja, apresentam uma superfície coberta de pelos que retém o orvalho matutino. Outras técnicas empregadas para maximizar a retenção da umidade é a redução da superfície em comparação com o volume da planta, limitando o número de ramificações e o comprimento das mesmas e, o desenvolvimento de camadas de cera na superfície das folhas e talos. Desta maneira reduzem o processo de perda de água por evaporação.
Os cactos apresentam uma adaptação desconhecida nas demais plantas suculentas. Estes transformam as folhas em espinhos que cumprem a dupla função de reter a água e defender a planta de possíveis agressões. A fotossíntese ocorre na própria superfície do talo que armazena o líquido retido.
Sua forma de propagação vegetativa se dá pela simples queda da folha na superfície do solo. A água contida da folha é suficiente para hidratar as raízes e a formação da muda até a maturidade do crescimento. Quando têm suas folhas retiradas, é possível plantá-las no solo, e novas plantas se originam de cada folha. Esse processo se chama estaquia. 
Existem milhares de espécies de plantas suculentas, classificadas em várias famílias. A maioria pertence as aizoáceas, as cactáceas e as crassuláceas, com mais de mil espécies cada uma. A tabela a seguir mostra as espécies mais populosas:

## Lista de famílias de plantas suculentas
| Família       | Espécies suculentas | Modificações anatômicas             | Distribuição                      |
| ------------- | ------------------- | ----------------------------------- | --------------------------------- |
| Agavaceae     | 300                 | Folhas                              | América Central e Norte           |
| Aizoaceae     | 2000                | Folhas e raízes (nalgumas espécies) | Sul da África e litoral americano |
| Apocynaceae   | 500                 | Talos                               | África, Península Arábica, Índia  |
| Asphodelaceae | 500                 | Folhas                              | África, Madagascar                |
| Cactaceae     | 1600                | Talos e folhas                      | América                           |
| Crassulaceae  | 1300                | Folhas                              | Global                            |
| Didiereaceae  | 11                  | Talos                               | Madagascar                        |
| Euphorbiaceae | 500                 | Talos e folhas                      | África, Madagascar, India         |
| Portulacaceae | 30                  | Talos e folhas                      | América                           |